# Університетська церква (Харків)
Університетська церква, або Свято-Антоніївська церква — церква Харківського університету на честь святого Антонія, збудована протягом 1823—1831 років за проєктом архітектора Євгена Васильєва. Пам'ятка архітектури національного значення; входить до комплексу історичних будівель Харківського університету, розташованих по вулиці Університетській в Харкові.

## Історична довідка
Колишній корпус університету, розташований на вулиці Університетській, 25, був збудований протягом 1823—1831 років архітекторами Васильєвим Є. О. та Вателетом І. у стилі класицизму. Витонченості архітектури колишнього палацу губернатора тут протиставлено лаконізм шестиколонного іонічного портика з фронтоном, піднятим на широкі сходи. Його колони рельєфно випинаються на тлі затіненої лоджії, позбавлені декоративного оздоблення стелі підкреслюють велич входу до храму як науки, так і церкви. У будинку були розташовані бібліотека, обсерваторія, університетський будинковий храм та актова зала. Храм прикрашали ікони, виконані Боровиковським В. Л. та Венеціановим О. Г. Університетський храм приваблював парафіян відмінним співом церковного хору. До 1853 року тут співав архієрейський хор, потім виник студентський. Зі встановленням радянської влади Свято-Антоніївська університетська церква була закрита.
Під час Другої світової війни було зруйновано купол храму, будинок зазнав серйозних пошкоджень.
У 1950-х роках архітектор Окулич-Каразін провів реконструкцію корпусу. 1963 року тут було розміщено кінотеатр «Піонер» (з 1973 року — кінотеатр «Юність»).
У 1990-х роках кінотеатр був закритий, а в будівлі розташувався Український культурний центр.

## Сьогодення
Відновила церква свою діяльність у січні 2002 року. Храм почав діяти на вулиці Університетській, 23, в будівлі філії Центральної наукової бібліотеки ХНУ ім. В. Н. Каразіна, поруч зі своїм оригінальним приміщенням. На початку березня 2022 року храм потрапив під обстріли агресора

## Цікаві факти
Дослідник Мачулін Леонід знайшов дані, що 17 вересня 1889 року в університетському храмі вінчалися майбутній академік архітектури Бекетов О. М. та художниця Алчевська Г. О.